# Словоразделитель
Словоразделение — действие и результат взаимного разделения письменных репрезентаций слов.
Ранние семитские языки, которые не имели знаков для обозначения гласных звуков, пользовались словоразделением; языки, у которых эти знаки были (в основном, греческий и латинский), утеряли словоразделение, вернувшись к нему намного позднее.
В современных языках знаки пунктуации, используемые для других целей (запятая, точка с запятой), могут приобретать дополнительный эффект разделения следующих друг за другом слов. В зависимости от языка и эпохи словоразделение может быть достигнуто путём специальных символов, условностей или пробелов (шпаций).

## Типы разделения
| Без разделения                      | Письмо на основе алфавита без словоразделения иногда называют scriptura continua. Было типичным в древне-египетском, древнегреческом, постклассическом латинском (после периода использования знаков препинания, 200 г. — 600—800 гг. н. э.), китайском, и японском. |
| Пробелы                             | Большинство современных языков (использующие латиницу и кириллицу), корейский. |
| Вертикальные линии                  | Древние анатолийские иероглифы зачастую (но не всегда). В библейском иврите вертикальная линия пасек обозначала короткую паузу. |
| Диагональные скобки (слеши) и точки | Существует упоминание о том, что финикийский изначально использовал слеши и точки для обозначения границ слова. Там также сказано, что ивритские и арамейские письмена заимствовали слэш и точку, а в арамейском также использовался пробел. |
| Вертикальные линии/точки            | В эфиопских надписях использовались вертикальные линии, которые на бумаге обозначались двумя точками, напоминающими двоеточие (в Юникоде, «эфиопский пробел», на U+1361: ፡). Этот символ из двух точек встречается также в древне-тюркском. |
| Интерпункт                          | В классической латинской письменности использовался интерпункт, маленькая точка (например, ALEA·IACTA·EST) для разделения слов, которая существовала вплоть до II в. н. э. |
| Различные буквенные формы           | Так как еврейское и арабское письмо не имело гласных букв, наиболее важным здесь является распознавание границ слова . В то время, как иврит и арабский язык использовали пробелы между словами, некоторые буквы также имели различные формы, зависящие от их позиции. Пять букв иврита приобретают отличную форму, когда стоят в конце слова. Арабские символы могут иметь вплоть до 4 различных форм, в зависимости от того, стоят ли он до или после другой буквы в одном слове. |
| Вертикальный пробел                 | В одном из вариантов арабской письменности (пошибе) используется вертикальный пробел для разделения слов. Начало каждого слова пишется намного выше основной линии, в то время, как его конец — ниже, близко к основной линии. Линия текста заканчивается таким образом, что чем-то напоминает зубец пилы. Часто встречается в персидском, уйгурском, пашто, и урду. |

## Повторное открытие пробелов в латинском
Считается, что ирландский был первым языком, который начал систематически использовать пробелы для разграничения слов латинского алфавита, примерно между 600 и 800 гг. н. э. Так как ирландский принадлежит к другой ветви (кельтской) индоевропейской языковой семьи, нежели латинский (италийский язык), то чтение на латинском для ирландцев представляет более сложную проблему, чем для испаноговорящих или италоговорящих (ответвления латинского языка, до сих пор близкие к нему). Таким образом, ирландский язык сделал большой шаг для упрощения процесса чтения на латинском.